# Río de La Jara
Río de La Jara este o arie protejată (arie specială de conservare — SAC, sit de importanță comunitară — SCI) din Spania întinsă pe o suprafață de 20,49 ha, integral pe uscat.

## Localizare
Centrul sitului Río de La Jara este situat la coordonatele 36°03′25″N 5°38′09″W / 36.0569°N 5.6359°V.

## Înființare
Situl Río de La Jara a fost declarat sit de importanță comunitară în decembrie 2000 pentru a proteja 4 specii de animale. Situl a fost protejat și ca arie specială de conservare în martie 2015.

## Biodiversitate
Situată în ecoregiunea mediteraneană, aria protejată conține 1 habitat natural: Dehesas cu Quercus spp. perene.
La baza desemnării sitului se află mai multe specii protejate:
- mamifere (2): vidră de râu (Lutra lutra), liliac cu urechi de șoarece (Myotis blythii)
- pești (2): Aphanius baeticus, Cobitis paludica

Pe lângă speciile protejate, pe teritoriul sitului au mai fost identificate 2 specii de plante, 1 specie de amfibieni, 1 specie de nevertebrate.